# Рудні гори

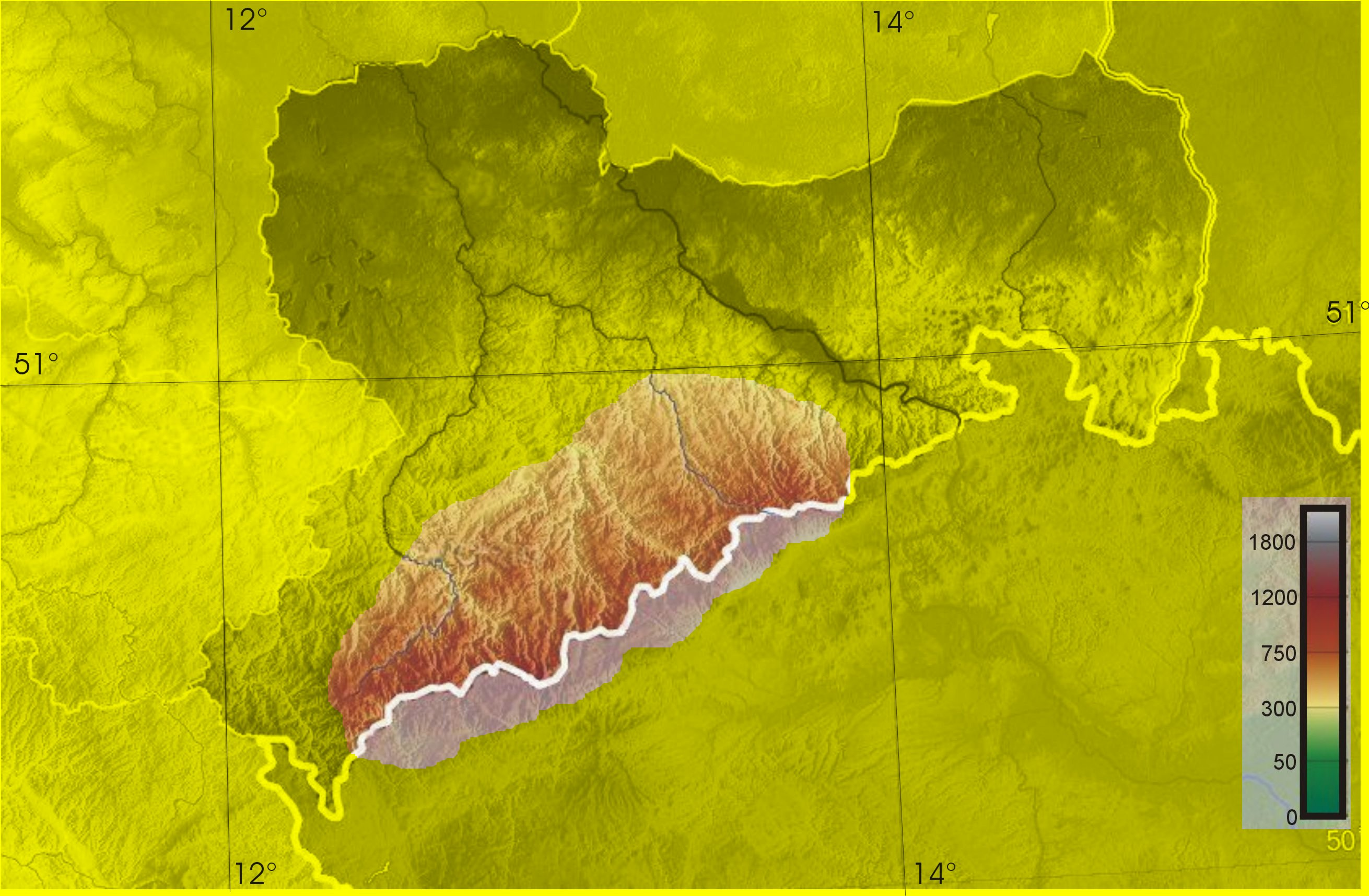
Фізична карта Рудних гір

Рудні гори (нім. Erzgebirge, чеськ. Krušné hory) — система гірських хребтів на межі Чехії (Богемія) та Німеччини (Саксонія). Довжина Рудних гір становить близько 150 км, висота до 1244 м (г. Клиновець). Наявні родовища руд вольфраму, олова, бісмуту, цинку та урану. Є термальні води та мінеральні джерела.
Найвищі точки — Клиновець (чеськ. Klínovec, нім. Keilberg, 1244 м) та Фіхтельберг (нім. Fichtelberg, 1215 м).

## Геологія
Рудні гори є герцинським блоком, нахиленим так, що уривається в бік Богемії та має пологий схил до Німеччини. Вони формувалися тривалий час. Під час варисційського орогенезу метаморфізм відбувався глибоко під землею, утворюючи сланці і гнейси. Крім того, метаморфічні породи зазнали інтрузії гранітних плутонів. До кінця палеозойської ери (пермський період) гори були еродовані до невисоких пагорбів, оголюючи тверді породи.
У третинний період ці залишки гір зазнали сильне стискання через тектонічний рух плит, під час яких було утворено Альпи та відбулось розокремлення Північноамериканської та Євразійської плит. Оскільки породи Рудних гір були занадто крихкими та непластичними, вони утворили брилові гори, які були підняті і нахилені на північний захід. Це дуже добре видно на висоті 807 м над рівнем моря (NN) на г. Комарі-Віжка, що лежить на чеській стороні, на схід від Альтенбергу.
Цей гірський хребет є бриловими горами, що прорізані цілим рядом річкових долин, річки яких стікають на південь до Огрже, на північ до Мульде або безпосередньо до Ельби.
Основна геологічна особливість Рудних гір — пізньопалеозойський гранітний плутон Айбеншток, який має завдовжки 25 миль та завширшки до 15 миль. Прямує по осі NW-SE. Цей плутон оточений зонами контактового метаморфізму, в яких палеозойські сланці та філіти були змінені на роговики, андалузитні роговики та кварцити. Рудні жили включають залізо, мідь, олово, вольфрам, свинець, срібло, кобальт, вісмут, уран та марганець.

## Історія розробки корисних копалин
Видобуток руд ведеться давно. Перші згадки про видобуток олова і срібла в районі м. Фрайберґ належать до 1168 року. Розробка олово-рудного родовища Альтенберґ велася з 1440 року.
Відмічають близьке в часі опанування гірниками як їх західної (саксонської), так і східної (чеської) частини.

## Традиції
Рудні гори відомі своїми народними промислами, особливо різьбленням по дереву, виготовленням іграшок (лускунчиків) та традиційних різдвяних прикрас: різдвяних пірамід, вертепів, фігурок ангелів тощо.